# Charlie O'Donnell
Charles John "Charlie" O’Donnell (12 de agosto de 1932 – 1 de noviembre de 2010) fue un presentador radiofónico y televisivo estadounidense, conocido principalmente por su trabajo en concursos. Entre ellos, el más conocido fue Wheel of Fortune, show en el cual trabajó entre 1975 y 1980, y de nuevo desde 1989 hasta el momento de su muerte.

## Primeros años
O’Donnell, un nativo de Filadelfia, Pensilvania, empezó su carrera siendo adolescente en la emisora WCHA de Chambersburg, Pensilvania, y en 1956 trabajaba como director de programación de WHAT, una emisora de Filadelfia en la que descubrió y lanzó la carrera de la futura leyenda radiofónica Hy Lit. En 1957 la WIBG le nombró director de noticias, y en 1958 fue compañero de trabajo de Dick Clark en un programa de baile vespertino de la WFIL-TV, American Bandstand. A causa de ello consiguió varios periodos de tiempo trabajando como disc jockey en emisoras radiofónicas de Los Ángeles (destacando entre ellas la legendaria emisora de Pasadena (California) KRLA, entre 1964 y 1967), y más tarde como presentador de noticias de la emisora de televisión de Los Ángeles KCOP-TV. En la KCOP se emitieron en sus iniciales períodos en redifusión los programas The Joker's Wild y Tic-Tac-Dough. O’Donnell también apareció en la canción de Simon and Garfunkel 7 O'Clock News/Silent Night, interpretando al locutor de noticias.
O’Donnell tuvo una carrera a tiempo completo como locutor de muchos shows televisivos a lo largo de varias décadas, participando en programas como The Joker's Wild, Tic-Tac-Dough, Bullseye, y Pyramid (de nuevo trabajando con Dick Clark). Además fue locutor de los American Music Awards, los Premios Emmy y los Premios Óscar.

## Wheel of Fortuney otros concursos
O’Donnell fue también conocido como locutor del concurso Wheel of Fortune, papel que llevó a cabo desde 1975 a 1980, actuando como sustituto de su sucesor, Jack Clark, volviendo al show permanentemente varios meses después de la muerte de Clark en 1988. Entre la muerte de Clark y el retorno de O’Donnell, el disc jockey M. G. Kelly narró el show durante la mayoría de la temporada 1988-1989.
Entre las productoras de concursos para las cuales O’Donnell trabajó como un locutor primario fueron Stefan Hatos-Monty Hall Productions (1973–1977), Merv Griffin Enterprises/Sony Pictures Television (1975–1980 y 1989–2010), Barry & Enright Productions (1981–1986), y Barris Industries (1986–1989 y antes de manera ocasional). Además, O’Donnell narró concursos para Mark Goodson-Bill Todman Productions (Card Sharks, Trivia Trap, Family Feud, To Tell the Truth), Stewart Tele Enterprises, y para Hill-Eubanks Group (All Star Secrets y The Guinness Game). Él y John Harlan sustituyeron en ocasiones diferentes para Rod Roddy en Press Your Luck.

## Fallecimiento
O’Donnell falleció el 1 de noviembre de 2010 en su domicilio del distrito de Sherman Oaks, en Los Ángeles, California, a causa de un fallo cardiaco. Le sobrevivió su esposa, Ellen. Poco antes de su fallecimiento, el show había empezado a rotar entre varios locutores invitados, entre ellos Johnny Gilbert, locutor de Jeopardy!. El presentador de Wheel of Fortune, Pat Sajak, describió O'Donnell como "el voz perfecto para el programa." El último episodio anunciado por O’Donnell se emitió el 29 de octubre de 2010, tres días antes de su fallecimiento. O'Donnell fue sucedido por Jim Thornton, un locutor radiofónico en Los Ángeles.